# Чуракаевское сельское поселение
Чурака́евское се́льское поселе́ние — муниципальное образование в Актанышском районе Татарстана Российской Федерации.
Административный центр — село Чуракаево.

## История
Статус и границы сельского поселения установлены Законом Республики Татарстан от 31 января 2005 года № 13-ЗРТ «Об установлении границ территорий и статусе муниципального образования "Актанышский муниципальный район" и муниципальных образований в его составе».

## Население
| 2010 | 2011 | 2012 | 2013 | 2014 | 2015 | 2016 |
| ---- | ---- | ---- | ---- | ---- | ---- | ---- |
| 756  | ↘755 | ↘741 | ↘728 | ↘694 | ↘688 | ↘677 |
| 2017 | 2018 | 2019 | 2020 |      |      |      |
| ↗684 | ↘662 | ↘642 | ↘614 |      |      |      |

## Состав сельского поселения
| № | Населённый пункт | Тип населённого пункта       | Население |
| - | ---------------- | ---------------------------- | --------- |
| 1 | Старое Агбязово  | село                         |           |
| 2 | Чуракаево        | село, административный центр |           |